# Hitzeflimmern

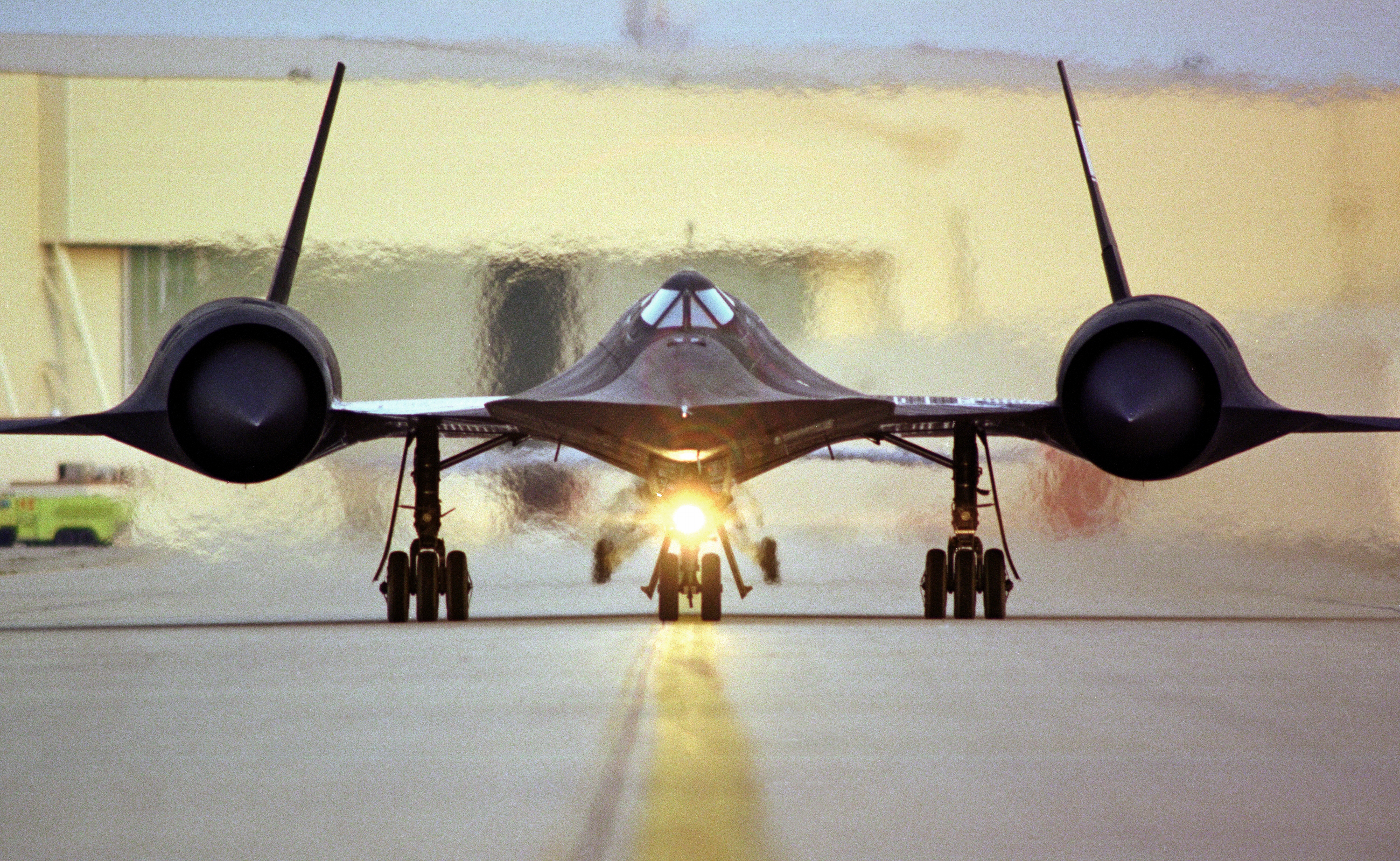
Hitzeflimmern durch die Triebwerksabgase einer Lockheed SR-71A.

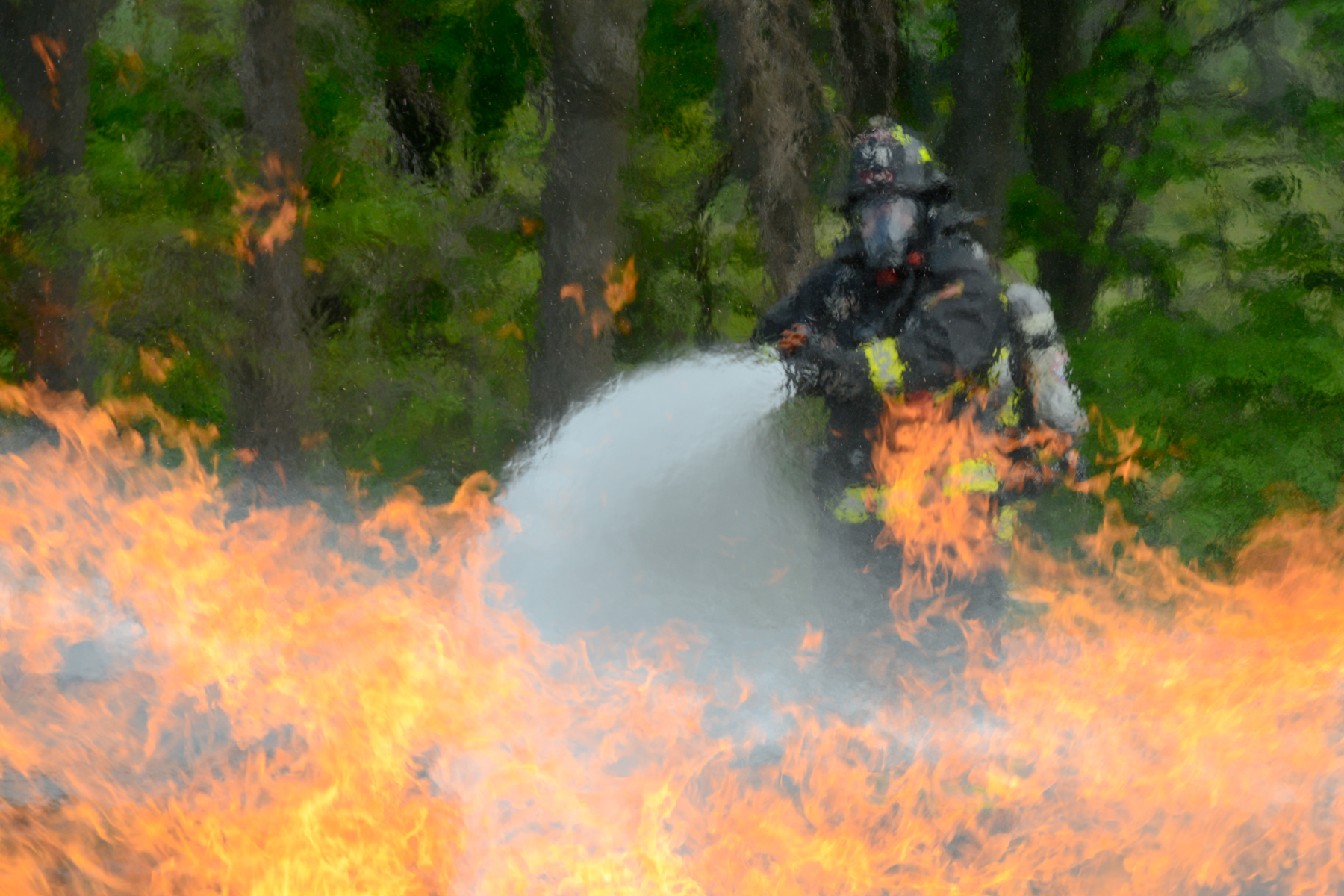
Hitzeflimmern über Feuer.

Hitzeflimmern (oder auch Luftflimmern) ist ein Phänomen der atmosphärischen Optik und entsteht durch zeitlich variable Schlierenbildung durch aufsteigende Luftschichten verschiedener Temperatur, und dadurch unterschiedlicher Luftdichte, über heißen Oberflächen. Aufgrund der Schwankungen der Luftdichte ändert sich der Brechungsindex der Luft. An den Grenzschichten unterschiedlich erwärmter Luftmassen wird das Licht unterschiedlich gebrochen, was dann als Hitzeflimmern wahrgenommen werden kann.
Diese Erscheinung kann auch dann auftreten, wenn – beispielsweise bei Eis und Schnee – unterschiedliche  Luftdichten durch Abkühlungseffekte entstehen.
Ein typisches Beispiel ist die sommerliche Fahrt über eine Asphaltstraße. Die durch das Luftflimmern hervorgerufenen schlechten Sichtverhältnisse können unter Umständen Hindernisse auf einer Straße unsichtbar machen.
Wesentlich für das Flimmern ist Turbulenz. Wenn Spiegelungen an übereinander geschichteten Luftschichten mit unterschiedlichem Brechungsindex auftreten, spricht man von einer Fata Morgana.